# データベース消費
データベース消費（データベースしょうひ）とは、物語そのものではなくその構成要素が消費の対象となるようなコンテンツの受容のされ方を指す。批評家の東浩紀が2000年代初頭に導入した概念。

## 概要
東が本論を提起した背景として、評論家・作家の大塚英志による物語消費の概念がある。
大塚は『物語消費論』で、ビックリマンシールやシルバニアファミリーなどの商品を例に挙げ、それらは商品そのものが消費されるのではなく、それを通じて背後にある「大きな物語」（世界観や設定に相当するもの）が消費されているのだと指摘し、主に1980年代にみられるこういった消費形態を物語消費と呼んだ。ここで「大きな物語（世界観・設定）」という意味で「物語」という語句を使うことは紛らわしいことから世界観消費といいかえられることもある。
東はこれを踏まえ、物語消費論でいうところの「大きな物語（世界観）」が「大きな非物語（情報の集積）」に置き換わり、その文化圏内で共有されるより大きな「データベース」を消費の対象とする形態をデータベース消費と名づけ、特に日本の1990年代後半以降のオタク系文化において顕著にみられるとした。
これらの消費形態はポストモダンの到来と密接に関わっている。実際、オタク系文化とポストモダン社会は、次のような点で共通点があると考えられる。まず第一に、思想家のジャン・ボードリヤールによればポストモダン社会では作品・商品の原作と模倣の区別が困難になり、中間的なシミュラークルという形態が主流になるとされるが、これはオタク文化での原作との区別の曖昧な二次創作・メディアミックス展開といったものと符合する。第二に、哲学者のジャン＝フランソワ・リオタールによればポストモダンとは大きな物語（社会全体に共有される規範）が凋落して多数の小さな物語（小さな範囲内でのみ共有される規範）が林立した状態になることで条件付けられるが、これはオタクが現実社会より虚構世界を重視して別の価値規範をつくりあげていることに対応する。
物語消費では、失われた大きな物語を補うべく作品背後の世界観という擬似的な大きな物語が捏造されたが（部分的なポストモダン）、データベース消費では捏造すらも放棄される（全面的なポストモダン）。そして（全面的な）ポストモダン以降のオタク文化においては、個人の解釈の仕方によって多様に変化するデータベース（情報の集積）へアクセスすることによって、そこからさまざまな設定を引き出して原作や二次創作（オリジナルとコピーの見分けのつかないシミュラークル）が多数生み出されるという。
ジャック・ラカンが用いた「現実界・象徴界・想像界」の用語に対応させると、「大きな物語」が「象徴界」、「小さな物語」が「想像界」、「データベース」が「現実界」となる。ただし、精神科医の斎藤環はこの対応を比喩としては理解可能であるが、データベースに相当するのは象徴界であり、自律性を備えた象徴界が後述（#オタク文化内）する「キャラクターの生成」を促すのだと説明している。世界のデータベース化は、文化面でのポストモダン化（データベース消費への移行）・経済面でのグローバル化・技術面でのIT化というものが形を変えて現れているのだと考えられる。
東自身はデータベース消費論におけるデータベースの種類について言及していないが、情報工学を専門とする山口直彦 や美術評論家の暮沢剛巳 は関係データベースに相当する概念だとしている。

## データベース消費の例

### オタク文化内

このウィキペたんの図像は、「猫耳」「メイド服」「尻尾」といった視覚的な記号（萌え要素）によって構成されている。

前述のように、東は主に1990年代後半以降の日本のオタク系コンテンツの受容のされ方をデータベース消費の例として挙げている。
例えば1979年放送開始の『機動戦士ガンダム』と1995年放送開始の『新世紀エヴァンゲリオン』のファンの消費の仕方の変化には、物語消費からの脱却がうかがえるという。ガンダムにおいては異なるシリーズが同一の架空の歴史（宇宙世紀など）を舞台としており、ファンはその架空の歴史（大きな物語）を熱心に精査する。これに対してエヴァンゲリオンのファンは、作品世界に没入するのではなく、登場するヒロインを題材にした同人誌（二次創作）や登場するメカニックのフィギュアの製作などに熱中する傾向にあり、そこでは世界観よりもキャラクターやメカニックといった情報の集積（大きな非物語）が必要とされていることになる。評論家の前島賢によれば、エヴァンゲリオンの前半では、（物語消費に適した）作品の世界観につながる伏線と思われる多数の意味ありげなキーワード（人類補完計画・S2機関など）が提示されたにもかかわらず、終盤ではその正体・真相がほとんど明かされないまま作品は結末を迎えており、それによって視聴者は物語消費という受容態度の変更を余儀なくされたのだという。1995年を境とするこの消費様式の変化（いわゆる「キャラ萌え」への転換）はメーカー主導型からユーザー主導型への転換ともいえるものであり、その背景にはオタクの学生が（物語を好む）文系から（システムを好む）工学系の学生に転換したことが考えられる。
1998年にブロッコリーのイメージキャラクターとして誕生したデ・ジ・キャラットは、背景に物語を持つことなく出現したにもかかわらず、その後人気が出てアニメ化・ゲーム化などのメディアミックス展開がおこり、あとづけで背景となる物語を持つことになった。デ・ジ・キャラットというキャラクターは「アホ毛」や「鈴」のような萌え要素の組み合わせによって成立しており、デ・ジ・キャラットは「萌え要素のデータベース」を消費するという形で受容されたことになる（萌え要素の組み合わせで構成されるという例はメジャーどころでもみられ、例えばアイドルグループミニモニ。の衣装などにも同じ議論が適用できる）。このように、自分の好む萌え要素という記号に対してあたかも薬物依存者のように脊髄反射的な反応を示すようになったオタクの変容を（あるいはより一般に他者の欲望を媒介することなく自己完結的な欲求充足回路しか持たなくなる変容を）東浩紀はアレクサンドル・コジェーヴの表現を借りて動物化と呼んでいる。デ・ジ・キャラットのほかにもびんちょうタンのように、データベース消費においては背景に物語を持つことなく誕生したキャラクターがあとづけで物語を持ったり二次創作の対象となることがあり、人間でないものをイメージ化して美少女をデザインする試みは萌え擬人化と呼ばれる。2007年に発売された初音ミクも、それ自体は音声合成・DTMソフトのイメージキャラクターであり物語を持たないが、そのキャラクター性の高さゆえに多数の二次創作を引き起こし、東浩紀自身もその消費のされ方を「データベース消費そのもの」と述べている。初音ミクは主に動画共有サイトニコニコ動画を拠点としてブレイクしたが、大量のMADムービー（映像の断片の継ぎ接ぎで作られた動画）で溢れるニコニコ動画という空間はまさにデータベース消費という形態が定着したことによって出現した存在だともいえる。
1990年代後半以降にオタク文化内で広まった美少女ゲームもその構造上、ポストモダン以降のデータベース消費モデルを反映していると考えられる。
日本の漫画・アニメなどでは、漫画評論家の伊藤剛が指摘するように、ある作品中のキャラクターが（例えば二次創作によって）その物語を離れて異なる環境におかれてもなおその強度を保つというキャラクターの自律化 ともいうべき現象が起こっており、物語そのものではなく「キャラクターのデータベース」が消費の対象となっている面がある。ゼロ年代初頭から注目されるようになったライトノベルにはSF・ファンタジー・推理小説など様々なジャンルが存在し、しばしば定義が困難であるとされるが、そこで「キャラクターを立てる」ことが創作の上での重要な課題となっていることに注目すれば、データベース消費というキーワードを使って「キャラクターのデータベースを環境として書かれる小説」と定義できる。
ゼロ年代後半には、テレビアニメ『らき☆すた』のヒットをきっかけとして、物語性を後退させて「萌え」にアピールしたキャラクターの魅力で強度を保つ作品が台頭しているが、俗に日常系といわれるこれらの作品群はデータベース消費モデルに非常に適した形態のコンテンツといえる。
2010年代になると同年台代にヒットしたなろう系作品で行われていることが該当すると言及され、野間口修二はなろう系テンプレートストーリーは東のいう見えないデータベースの一部ともいえ、なろう系データベースとも呼べる見えないきちんとした形のないDBにアクセス、設定を取捨選択することで作品作りしているとみている。
現代美術の世界では、村上隆やカオス*ラウンジなどオタク文化の要素を作品に取り入れる例がみられる。村上隆の作品は現代美術界で高く評価されながらもオタクからは酷評されることも多いという極端な状況になっているが、東はこれをデータベース（深層）／シミュラークル（表層）についての考え方の違いに起点していると説明している。つまり、村上はオタク文化に特徴的な意匠（シミュラークル）を純粋化して作品に取り込むという手法を用いているが、これはシミュラークルの生産を「前衛を構成するための武器」として肯定的に捉える現代美術批評では高く評価されるが、萌え要素のデータベースを前提とした消費に適応したオタクからはその重要なデータベースの部分が欠落しているために理解されないのだという。現代美術集団のカオス*ラウンジは既存のキャラクターを用いた二次創作的な表現を多用しているが、その批評性を担保するための理論背景として東のキャラ萌え／データベース消費の理論が援用されているといえる。

### オタク文化外
東は、オタク文化外でも、1990年代に社会学者の宮台真司がフィールドワーク的な研究の対象としたブルセラ少女・援交少女たちの行動様式も物語消費からデータベース消費への移行の道を辿っているとしている。宮台真司がストリート系の若者に見出した「共振的（シンクロナル）コミュニケーション」と、オタクの動物化現象の類似性も指摘されている。
ヒップホップ・テクノポップなどの音楽分野におけるサンプリングやリミックスといった技法はデータベース消費モデルと関連付けて論じられることがある。DJは原曲を構成する音楽的要素を素材として収集・再構成して二次的な創作を行うが、これはオタクが行う同人誌発行などの二次創作と概ね同型と考えられ、萌え要素という視覚的な記号に反応するオタクと単調な電子音の反復に快感を覚えるテクノ愛好家が「アニメ絵目」と「テクノ耳」という形で対比されることもある。ただし、音楽論・メディア論を専門とする増田聡は、これらの文化のデータベース的な消費には2つの面での差異が存在すると指摘している。まず1点目として、オタク文化においては前述のキャラクターの自律性が二次創作活動の前提として存在するが、DJ文化においてキャラクターに対応する音楽要素が原曲という環境から遊離して自律しそれ単体で消費されるということはまずない。2点目として、DJ文化において音楽要素の再構成は表層的なレベル（データの機械的コピー）で行われるが、オタク文化における二次創作活動はしばしば元の作品では必ずしも設定されていなかったキャラクターの性格設定などが消費者の主観によって新たに「創造」されているという相違が挙げられる。このほか、1990年代のDJ文化では楽曲の時代性を考慮して選曲が行われるなど時間的な文脈依存性の高い引用という側面があるため、東浩紀がオタク文化を中心に論じたデータベース消費とは一線を画するという見方もある。
絵本作家の相原博之は、データベース消費の例としてiPod・ブログ・セレクトショップの3つを挙げている。アルバムに収録された状態では楽曲はそのアルバムの世界観という統一性の中に存在しているが、個別にiPodにダウンロードされ再編集されて鑑賞されるときにはその統一性（大きな物語）は崩れることになる。同様に、ブログにおいては従来のウェブサイトでみられる階層構造という大きな物語が欠如したフラットな構造となっており、セレクトショップではブランドという統一性（大きな物語）を無視して商品が陳列・販売されていると考えられる。インターネット上での事例としては、ブログ以外にも電子掲示板2ちゃんねるで行われるような「ネタ的コミュニケーション」 も、コピペ・アスキーアートなどをデータベースの構成要素とみなすという意味でデータベース消費と類似した現象であるといわれる。
メディア論や社会学を専門とする岡井崇之は、東浩紀の議論を参照して、プロレスファンは物語消費的だが総合格闘技ファンはデータベース消費的であるという対比を行っている。
日本の若者に顕著に見られるような自らを「キャラ化」するように振る舞いについても、データベース消費論と同様にポップカルチャーにおける登場キャラクターの類型が参照されているという指摘がある。
日本国外の文化の例では、米国のテレビドラマシリーズ『glee/グリー』においてプロのパフォーマーが過去のアメリカのスターたちの名曲をカバーするといった演出がデータベース消費的であると指摘されることがある。このケースでは、キャラクターではなく楽曲が消費の対象となっている部分が日本とアメリカの違いであるとされる。東浩紀自身は、ハリウッド映画において、視覚効果が高度に発達する反面、ストーリー自体は古典的な構造のパターンを反復している現状を日本国外でのデータベース化の例として挙げている。
元歴史学者の與那覇潤は、一本、すじの通ったクロノロジカル（年代記的）な歴史観を持たねばならない、という発想自体が地中海沿岸と東アジアの古代文明の発想に過ぎず、キリスト教文化圏による植民地主義の時代が終わった今、先住民的な「聖遺物との接触をつうじた神話的な過去のイメージとの交歓」の歴史観の時代になってきており、重たいストーリーの存在が邪魔になって着せ替え可能キャラクターの集合体となったサブカル作品と同様とした。

### 反例
社会学者の宮台真司 や作家の鏡裕之 は、2006年から2007年にかけて大ブームとなった『恋空』をはじめとするケータイ小説群は、データベース消費モデルでは説明がつかないとしている。他方、評論家の宇野常寛はケータイ小説について、データベース消費が浸透した社会では「文体」という国家的な機能（大きな物語）が失効するため代替としてプロットを肥大化させることによって強度を獲得したものだと解釈しており、ライトノベルブームにせよケータイ小説ブームにせよ実用書的小説ブーム にせよ、テクスト自体の内容よりもそれを媒介として背景にあるデータベースにどれだけ効率的にアクセスできるかが重要になっているということを示していると述べている。批評家・社会学者の濱野智史は、ケータイ小説の愛好者がしばしば口にする「感動」を、東浩紀がデータベース消費を論じるときに例として挙げた動物化したオタクの「萌え」と同様の感覚への刺激として捉えている。

## 評価・批判および代替・関連モデル
経済学者の田中秀臣は、物語消費論・データベース消費論で展開された1980年代～1990年代にかけての消費様式の変遷（「大きな物語」の凋落）は、国際情勢ではなく経済情勢によるものであるという見解を述べている。すなわち、バブル崩壊後の不況下では、「美少女キャラクターに萌える」というような金銭的な出費をほとんど伴わない活動に若者の行動はシフトしていくのが自然と考えられる。評論家の栗原裕一郎も、東浩紀・宮台真司・宇野常寛らが展開する日本のポストモダン論で持ち出される「大きな物語の失効」とは高度経済成長が終わって核家族化・郊外化などの共同体の解体がみられたというようなものであり、結局は「経済」に還元される程度のものでしかないことを指摘している。
社会学者の大澤真幸は、データベース消費は物語消費と断絶したものではなく地続きであると指摘している。それによると、物語消費論で「大きな物語」と呼ばれているものは、実際には（ポストモダンの到来によって崩壊したとされる、より包括的な大きな物語ではなく）あくまで個別の物語であり、データベース消費論で持ち出されるデータベースというのはそれらの個別の物語を内包するような「メタ物語的な領域」と考えられるという。
経済学者の橋本努は、データベース消費は1990年代後半に活発に議論されたリベラリズムと構造的に一致していると述べている。この頃の個人を尊重するリベラリズムの言説は、他者を傷つけたくないから人格的評価を与えるなどの干渉もなるべくしない社会が望ましいという考え方が背景にあり、そういった他者の欲望と干渉することなく自身は動物化してデータベース消費に耽溺することを認めるというような流れに行き着いたのだという。
大塚英志は、東浩紀が萌え要素の組み合わせだけで匿名的に構成されていると論じたデ・ジ・キャラットについて、その図像がしっぽや猫耳といった要素に還元できるとしても、それを積分してひとつのキャラクターするにあたってささやかながらも作家性は発揮されており、消費者はそこに惹かれて商品を購入するに至っているのではないかと述べた。また、民俗学者の柳田國男が和歌・新体詩といった日本の古典文学は決まり文句を組み合わせることによって自分が体験していないことでもリアルに描くことができると論じていることに注目し、データベース消費の起源を東浩紀が想定しているよりも以前に遡ることができる可能性を示唆している。
精神科医の斎藤環は、固有名そのものに対する過去作品の引用と違って匿名的に行われるデータベースの参照というアイディアを導入した点でデータベース消費論は新規性があると評価している。他方、キャラクターの独自性はパターン認識可能な萌え要素の順列組み合わせだけで規定されるものではなく過去の歴史やジャンル性・物語性といったコンテクストに依存している点も指摘し、キャラクターを生成する領域としてデータベースよりも自律的な作動原理を備えた「アーカイヴ」 を想定したほうがいいのではないかと示唆している。
宇野常寛は、データベース消費のモデル自体は認めながらも、キャラクターが小さな物語を越境することを根拠にそれが物語批判として展開されたことには否定的である。オタク文化においてある作品のキャラクターが二次創作によって別の作品に投下されて自律性を保ったとしても、それはあくまで作品単位の越境性であってオタク文化という小さな物語を越えるものではなく、むしろオタク文化内で共有される価値観を再強化するものだという。例えば、原作では清純な美少女として描かれていたキャラクターが同人誌では淫乱な行為に耽っていたとしても、あくまでそれは共同体の中で共有される元のキャラクターのイメージを再強化する意味でのギャップが消費されていると解釈できる。
山口直彦は、ライトノベルなどのオタク系文化の批評に情報工学の知見を導入した点を評価しながらも、データベース消費論におけるデータベースが関係データベースとして想定されているにもかかわらずリレーションについての記述が一切存在しないことが欠陥であると述べている。そして、さらなる情報工学的なアプローチとしてはオブジェクト指向の概念を導入することによって東浩紀のデータベース消費論と伊藤剛のキャラクター論を統合して発展させられる可能性を示唆している。
社会学者の稲葉振一郎は、崩壊した大きな物語の代替としてデータベースという概念を提示した点については東浩紀の議論を評価しつつも、
1. モダンとポストモダンの対比は行われているが、プレモダンとの対比が行われていない
2. 議論が虚構の水準に終始しており現実になにをするのか、という水準に及んでいない
3. データベースの生成プロセスや具体的な構造についての考察が無い

という3つの点の不備を指摘している。
評論家の後藤和智は、オタクの中でも第三世代以降を想定して展開した東浩紀の「動物化」「データベース消費」の議論を「若者論」に位置づけ、作品論ですらない構造分析によって若者が近代の枠組みが逸脱し始めているとするこの言説はほかの多くの若者論と同様にきわめて実証性に欠けるものであると批判している。
メディア論を専門とする新井克弥は東の議論について、「物語」の質的視点（価値観の絶対性）と量的視点（支持者の規模）の区別が十分についていないと指摘している。そして、「物語」は質的視点（絶対的か相対的か）と量的視点（大規模か小規模か）の2軸によって計4つに分類することが可能であり、その中でも「小規模・相対的」な物語に相当するものが、オタク第二世代 が没頭するデータベース消費になると整理している。
鏡裕之は、前述の「ケータイ小説のヒットを説明できない」という点に加えて以下の2つの点からデータベース消費はポストモダン社会の説明として欠陥があると指摘している。
1. データベースを参照しながらコンテンツを消費するのは第一・第二世代のオタクであり、大きな物語が喪失して以降の第三・第四世代のオタクはただ作品世界に没頭するだけである[注 10]
2. 1人のキャラクターを題材とした複数の異なる同人誌が二次創作される事実が説明できない

また、鏡裕之はポストモダン社会を説明するためのより妥当なモデルとしてウロボロス消費を提示している。ウロボロス消費では、作品の構成要素（キャラクターなど）を中心点として、それが意味解釈という線分を経てエンターテイメントという平面上で別の形態の点として現れ、それが何度も繰り返されて円環状となる（円環を自分自身の尾を咥える蛇のウロボロスに例えている）。このように考えれば、データベース消費で考察されていたオタクによる二次創作活動（キャラクターの追跡消費）だけでなく、若い女性の間でのケータイ小説の受容（ショッキングな事件の追跡消費）や出演する俳優ありきで視聴するテレビドラマを決めるような態度（俳優の追跡消費）、さらには美少女ゲームでのいわゆる「CG回収」（CGの追跡消費）といったものが説明可能となる。
社会学者の東園子は、男性オタクの間で物語消費的・データベース消費的な創作・消費活動が行われるのに対し、BL・やおいを好む女性オタク（いわゆる腐女子）の間では作品中のキャラクター同士の関係性に注目した二次創作活動が行われているとし、これを相関図消費と呼んでいる。女性オタクによるやおい的な消費様式と男性オタク的なデータベース消費の類似点・相違点についてはやおい#パロディやおいと男性オタク向け二次創作の消費様式の違いを参照。
伊藤剛は、1990年代前半の時点で漫画家のいがらしみきおが『GURU』誌の1994年7月号において物語の代替としてのデータベースに言及する文章を発表していることを指摘し、のちの東浩紀のデータベース消費の議論の先取りであると述べている。